# СУ-11
СУ-11 — опытная советская зенитная самоходная установка (ЗСУ).

## История
Понимая важность прикрытия стрелковых и других войск РККА ВС СССР от авиационного воздействия противника, в Союзе ССР, разрабатывались самоходные зенитные установки (специальные танки). Так СУ-11 разрабатывалась во времена Великой Отечественной войны.
В ноябре 1942 года была представлена зенитная самоходная установка ГАЗ-72, основой для которой послужил образец самоходки ГАЗ-71. От выпуска ГАЗ-72 отказались так как работы по предшественнику ГАЗ-71 были свернуты.
На заводе № 38 создали свой вариант САУ на базе СУ-76. Этот образец имел на вооружении автомат 61-К 37-мм, а вместо рубки была установлена башня У-32.
После испытаний были выявлены такие недостатки как: плохая маневренность, малая прочность и дефицит зенитных 37-мм автоматов. Самоходке дали название СУ-11, но из-за провальных испытаний проект был свернут.
На сегодняшний день ЗСУ экспонируется в Кубинке под видом ЗСУ-37https://yuripasholok.livejournal.com/13539152.html.